# 雨無麻友子
雨無 麻友子（あまなし まゆこ)は、日本の映画プロデューサー。
株式会社スタジオねこ 代表取締役社長。
経済誌『Forbes』が選ぶ世界を変える30歳未満の日本人「Forbes JAPAN 30 UNDER 30 2023」に選ばれる。
2024年10月より　株式会社g にも所属する。

## 略歴
東京都出身。青山学院大学総合文化政策学部卒業。学生時代から映画祭の代表を務め、多くの作品をプロデュースする。
映画ライター・インタビューワーとしても活動し、多くのイベントを手掛ける。
2017年に株式会社LDSへ入社。多くの映画・ドラマにアシスタントプロデューサーとして携わる。2020年に3年間勤務したLDSを退社し、株式会社スタジオねこを設立。

## 映画祭・イベント
- 第26回東京学生映画祭　副代表

- 第３回日本学生映画祭　代表
- 夜空と交差する映画祭 2014　広報・協賛担当

- AOYAMA FILMATE 2015 代表

- Indie Tokyo 映画イベント
- さぬき映画祭　運営・協賛担当

## プロデュース作品

### 映画
- トウメイの壁（2016）
- 過ぎて行け、延滞10代（2017）
- スクールアウトサイダー（2017）
- 名前 (2018) - アシスタントプロデューサー
- LOCAL RULE (2019)- ラインプロデューサー
- 鹿沼 (2020) - アシスタントプロデューサー
- 涙のぶんだけ、うるおして (2020)
- 叩き壊すほどに君へ WADAIKO†GIRLS  (2020) - ラインプロデューサー
- ビューティフルドリーマー(2020)
- 空はどこにある(2020)
- 僕たちは変わらない朝を迎える(2021)  - ラインプロデューサー
- ジャパニーズスタイル(2021)
- 生きててごめんなさい(2023)
- 点(2024)

### ドラマ
- 警視庁捜査資料管理室（仮) (2018) BSフジ　- アシスタントプロデューサー
- 警視庁捜査資料管理室（仮）シーズン2 (2019) 　BSフジ　- アシスタントプロデューサー
- チャンネルはそのまま!　(2019) HTB Netflix - アシスタントプロデューサー
- スイーツ食って何が悪い！　(2020) TOKYOMX
- 湯あがりスケッチ (2022) NTTぷらら
- トークサバイバー (2022) Netflix
- 量産型リコ (2022) TX
- 旅するサンドイッチ (2022) TX
- インシデンツ (2022) DMM TV
- おじさんだけど、キレイになってもいいですか? (2024) CTV
- 五反田ほいっぷ学園 (2024) BUMP
- 新しい怖い シリーズドラマ (2024) CS日テレ
- 迷子のわたしは、諦めることもうまくいかない (2024) CTV
- キスでふさいで、バレないで。 (2025) ytv - アソシエイトプロデューサー

### MV
- 室井雅也「A GIRL BY SEASIDE 」

- 室井雅也「ヒロインは君で」

- 室井雅也「季節のグルーヴ」
- 羊文学「Step」 - キャスティング
- Gorilla Attack「Gorilla Anthem」
- 岸洋佑 「ごめんね」
- Natural Lag「蜃気楼」
- 羊文学「砂漠の君へ」
- Laura day romance「happyend」